# Prnjavor
Prnjavor (kyrilliska: Прњавор) är en ort i kommunen Prnjavor i Serbiska republiken i norra Bosnien och Hercegovina. Orten ligger cirka 39 kilometer nordost om Banja Luka. Prnjavor hade 8 120 invånare vid folkräkningen år 2013.
Av invånarna i Prnjavor är 80,87 % serber, 9,33 % bosniaker, 2,98 % ukrainare, 1,74 % kroater och 0,96 % makedonier (2013).

## Sport
I Prnjavor finns en fotbollsklubb som heter FK Ljubic Prnjavor. Laget spelar i andra divisionen i Bosnien och Hercegovina.